# Megatominae

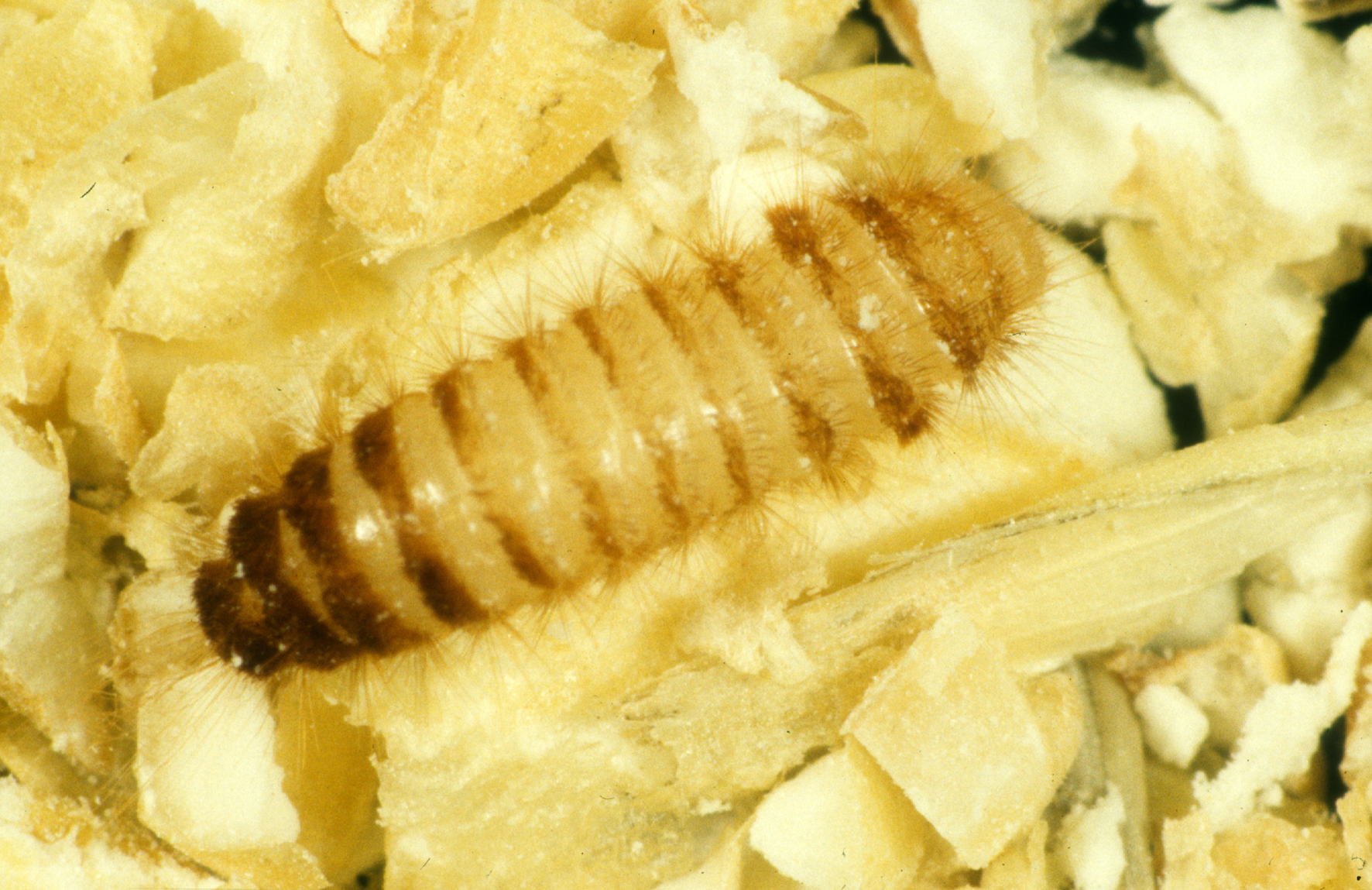
Trogoderma variabile, larva

Megatominae es una subfamilia de coleópteros polífagos de la familia Dermestidae. Algunas especies son serias plagas de los productos de almacén.

## Tribus
- Anthrenini
- Megatomini

Hay alrededor de 27 géneros.

- Adelaidia Blackburn, 1891
- Amberoderma Háva & Prokop, 2004
- Anthrenocerus Arrow, 1915
- Anthrenus Geoffroy, 1762
- Caccoleptus Sharp, 1902
- Claviella Kalík, 1987
- Cryptorhopalum Guérin-Méneville, 1838
- Ctesias Stephens, 1830
- Globicornis Latreille in Cuvier, 1829
- Hemirhopalum Sharp, 1902
- Hirtomegatoma Pic, 1931
- Labrocerus Sharp in Blackburn & Sharp, 1885
- Megatoma Herbst, 1792
- Miocryptorhopalum Pierce, 1960
- Myrmeanthrenus Armstrong, 1945
- Neoanthrenus Armstrong, 1941
- Orphinus Motschulsky, 1858
- Paratrogoderma Scott, 1926
- Phradonoma Jacquelin du Val, 1859
- Reesa Beal, 1967
- Sodaliatoma Háva, 2013[1]
- Thaumaglossa Redtenbacher, 1867
- Trogoderma Dejean, 1821
- Trogoparvus Háva, 2001
- Turcicornis Háva, 2000
- Volvicornis Háva & Kalík, 2004
- Zhantievus Beal, 1992